# Micrachne pilosa
Micrachne pilosa là một loài thực vật có hoa trong họ Hòa thảo. Loài này được Paul A.J.B. van der Veken (1928-2012) mô tả khoa học đầu tiên năm 1958 dưới danh pháp Brachyachne pilosa. Năm 2015, Paul M. Peterson chuyển nó sang chi mới thiết lập là Micrachne.

## Phân bố
Loài này là đặc hữu Cộng hòa Dân chủ Congo.